# Örnen har landat (film)
Örnen har landat (engelska: The Eagle Has Landed) är en brittisk krigsfilm från 1976 i regi av John Sturges, baserad på romanen med samma titel från 1975 av Jack Higgins. Medverkande är bland andra Michael Caine, Donald Sutherland, Robert Duvall och, i en mindre roll, Sven-Bertil Taube.

## Handling
Filmen utspelar sig under andra världskriget och handlar om ett tyskt försök att kidnappa Englands premiärminister Winston Churchill som är på väg till en ort utan bevakning. Tyska kommandosoldater landar på brittisk mark och utger sig för att vara polska allierade på en övning i en by i England. De tyska soldaterna avslöjas innan de lyckas fullgöra sitt uppdrag och de blir besegrade av amerikanska styrkor som har ett läger i närheten. Ledaren för de tyska soldaterna undkommer och mördar Winston Churchill. Det visar sig att brittiska underrättelsetjänsten placerat en dubbelgångare på orten, för att maskera att den riktige premiärministern överlägger med de allierade ledarna Josef Stalin och Franklin D. Roosevelt i Teheran.

## Medverkande (i urval)
- Michael Caine – Oberst Kurt Steiner
- Donald Sutherland – Liam Devlin
- Robert Duvall – Oberst Max Radl
- Jenny Agutter – Molly Prior
- Donald Pleasence – Heinrich Himmler
- Anthony Quayle – Admiral Wilhelm Canaris
- Jean Marsh – Joanna Grey
- Sven-Bertil Taube[1] – Hauptmann Hans (Ritter) von Neustadt
- Siegfried Rauch – Sergeant Otto Brandt
- John Standing – Father Philip Verecker
- Judy Geeson – Pamela Verecker
- Treat Williams – Kapten Harry Clark
- Larry Hagman – Överste Clarence E. Pitts
- Michael Byrne – Karl
- Joachim Hansen – SS Gruppenführer
- Terence Plummer – Arthur Seymour
- Tim Barlow – George Wilde